# Priority Health Cycling Team presented by Bissell/2007
Deze pagina geeft een overzicht van de wielerploeg Priority Health Cycling Team presented by Bissell in 2007.

## Algemeen
Sponsor: Priority Health, Bissell
Algemeen manager: Glen Mitchell
Ploegleiders: Mark Olson

## Renners
| Naam               | Geboortedatum | Nationaliteit      | Ploeg 2006                       |
| ------------------ | ------------- | ------------------ | -------------------------------- |
| Emile Abraham      | 28-04-1974    | Trinidad en Tobago | AEG - Toshiba - Jetnetwork       |
| Richard England    | 09-07-1981    | Australië          | Priority Health Cycling Team     |
| Graham Howard      | 21-02-1985    | Verenigde Staten   | neoprof                          |
| Ben Jacques-Maynes | 22-09-1978    | Verenigde Staten   | Kodakgallery.com - Sierra Nevada |
| Omer Kem           | 04-10-1982    | Verenigde Staten   | Monex                            |
| Edward King        | 31-01-1983    | Verenigde Staten   | Priority Health Cycling Team     |
| Robbie King        | 03-05-1980    | Verenigde Staten   | Priority Health Cycling Team     |
| Garrett Peltonen   | 02-11-1981    | Verenigde Staten   | Health Net presented by Maxxis   |
| Morgan Schmitt     | 03-01-1985    | Verenigde Staten   | neoprof                          |
| Brian Sheedy       | 21-10-1976    | Verenigde Staten   | Priority Health Cycling Team     |
| Cameron Wurf       | 03-08-1983    | Australië          | neoprof vanaf 01-04              |
| Tom Zirbel         | 30-10-1978    | Verenigde Staten   | Priority Health Cycling Team     |
| Scott Zwizanski    | 29-05-1977    | Verenigde Staten   | Kodakgallery.com - Sierra Nevada |

2005 · 2006 · 2007 · 2008 · 2009 · 2010 · 2011 · 2012